# Frosttrawler
Als Frosttrawler oder Frostfischtrawler werden Fischereischiffe bezeichnet, die den gefangenen Fisch unter Deck verarbeiten und in entsprechenden bordeigenen Kälteanlagen tiefgefrieren. Frostfischtrawler wurden ab den 1960er Jahren gebaut.

## Geschichte
Die Küstenfischerei brachte frischen Fisch an Land; sie wurde im Küstenbereich durchgeführt und die Schiffe blieben nur wenige Tage auf See. Zur besseren Frischhaltung wurden der gefangene Fisch im Laderaum in Scherbeneis gelagert.
Trawler sind Schiffe der Hochseefischerei, die ursprünglich mit bodennahen Schleppnetzen fischten und erst später auch den pelagischen Fischfang betrieben.

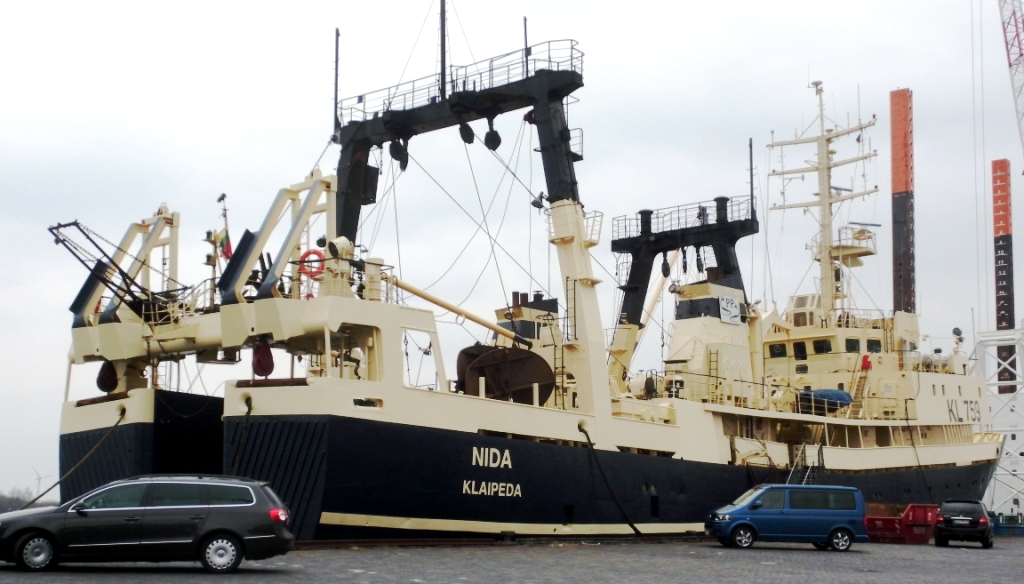
Heckfänger Nida von Parlevliet & Van der Plas in Bremerhaven

Die große Hochseefischerei begann als Flottillenfischerei in küstenfernen Gebieten der Ozeane, dabei brachten die Trawler der Fangflotille die vollen Netze zu den Fabrikschiffen, die mit viel Personal den Fisch unter Deck verarbeiteten und einfroren. Ab den 1960er Jahren wurden Frostfischtrawler gebaut, die den Fisch fingen, unter Deck verarbeiteten und einfroren. Je nach weiterer Verwendung wurden portionsgerechte Filets oder ganze Fischblöcke eingefroren, aus denen später in Fischfabriken an Land Fischstäbchen wurden. Die Frosttrawler wurden immer größer, erreichten Größen von über 100 Meter und lösten die Fabrikschiffe weitgehend ab.
Das weltweit größte Fabrikschiff ist die Vladivostok 2000, die in China aus einem Tanker umgebaut wurde, weltweit operiert und in der internationalen Fischerei umstritten ist. Von der 2012 gegründeten internationalen Fischereiorganisation SPRFMO wurde sie in der IUU-Liste der illegalen Fischereifahrzeuge aufgenommen.